# Rudolf Bredt
Rudolf Bredt (Barmen, 17 de abril de 1842 — Wetter (Ruhr), 18 de maio de 1900) foi um engenheiro mecânico e industrial alemão.
Após graduar-se em engenharia mecânica e matemática, em Karlsruhe e Zurique, trabalhou na Inglaterra e Alemanha, principalmente no projeto e construção de guindastes. Em 1867 iniciou a trabalhar na Stuckenholz AG, da qual foi depois proprietário. Em 1887 construiu o primeiro guindaste movido a energia elétrica.
Seu nome surge atualmente em conexão com as Fórmulas de Bredt, desenvolvidas por ele em 1896, utilizadas na resistência dos materiais.